# Acrocercops argyrodesma
Acrocercops argyrodesma är en fjärilsart som först beskrevs av Edward Meyrick 1883.  Acrocercops argyrodesma ingår i släktet Acrocercops och familjen styltmalar. Inga underarter finns listade i Catalogue of Life.